# Menard megye (Texas)
Menard megye az Amerikai Egyesült Államokban, azon belül Texas államban található. Megyeszékhelye és legnagyobb városa Menard. Lakosainak száma 1962 fő (2020. április 1.). Menard megye Schleicher, Sutton, Concho, McCulloch, Mason és Kimble megyékkel határos.

## Népesség
A megye népességének változása:
| Lakosok száma | 2235 | 2223 | 2230 | 2148 | 2164 | 1962 |
|               | 2010 | 2011 | 2012 | 2013 | 2015 | 2020 |